# Sportovní střelba na Letních olympijských hrách 2020
Sportovní střelba na Letních olympijských hrách 2020 v Tokiu se konala od 24. července do 2. srpna 2021 v Camp Asaka.

## Medailisté

### Muži
| Kategorie                | Zlato                                          | Stříbro                                | Bronz                                        |
| ------------------------ | ---------------------------------------------- | -------------------------------------- | -------------------------------------------- |
| 25 m rychlopalná pistole | Jean Quiquampoix · Francie (FRA)               | Leuris Pupo · Kuba (CUB)               | Li Jüe-chung · Čína (CHN)                    |
| 10 m vzduchová pistole   | Džavád Forúghí · Írán (IRI)                    | Damir Mikec · Srbsko (SRB)             | Pchang Wej · Čína (CHN)                      |
| 10 m vzduchová puška     | William Shaner · Spojené státy americké (USA)  | Šeng Li-chao · Čína (CHN)              | Jang Chao-žan · Čína (CHN)                   |
| 50 m malorážka polohový  | Čang Čchang-chung · Čína (CHN)                 | Sergej Kamenskij · Sportovci ROV (ROC) | Milenko Sebić · Srbsko (SRB)                 |
| Trap                     | Jiří Lipták · Česko (CZE)                      | David Kostelecký · Česko (CZE)         | Matthew Coward-Holley · Velká Británie (GBR) |
| Skeet                    | Vincent Hancock · Spojené státy americké (USA) | Jesper Hansen · Dánsko (DEN)           | Abdullah Alrashidi · Kuvajt (KUW)            |

### Ženy
| Kategorie               | Zlato                                           | Stříbro                                          | Bronz                                    |
| ----------------------- | ----------------------------------------------- | ------------------------------------------------ | ---------------------------------------- |
| 25 m vzduchová pistole  | Vitalina Bacaraškinová · Sportovci ROV (ROC)    | Kim Min-jung · Jižní Korea (KOR)                 | Siao Ťia-žuej-süan · Čína (CHN)          |
| 10 m vzduchová pistole  | Vitalina Bacaraškinová · Sportovci ROV (ROC)    | Antoaneta Kostadinovová · Bulharsko (BUL)        | Ťiang Žan-sin · Čína (CHN)               |
| 10 m vzduchová puška    | Jang Čchien · Čína (CHN)                        | Anastasija Galašinová · Sportovci ROV (ROC)      | Nina Christenová · Švýcarsko (SUI)       |
| 50 m malorážka polohový | Nina Christenová · Švýcarsko (SUI)              | Julia Zykovová · Sportovci ROV (ROC)             | Julia Karimovová · Sportovci ROV (ROC)   |
| Trap                    | Zuzana Rehák Štefečeková · Slovensko (SVK)      | Kayle Browningová · Spojené státy americké (USA) | Alessandra Perilliová · San Marino (SMR) |
| Skeet                   | Amber Englishová · Spojené státy americké (USA) | Diana Bacosiová · Itálie (ITA)                   | Wej Meng · Čína (CHN)                    |

### Smíšené týmy
| Kategorie              | Zlato                                            | Stříbro                                                    | Bronz                                                       |
| ---------------------- | ------------------------------------------------ | ---------------------------------------------------------- | ----------------------------------------------------------- |
| 10 m vzduchová pistole | Čína · Ťiang Žan-sin · Pchang Wej                | Sportovci ROV · Vitalina Bacaraškinová · Arťom Černousov   | Ukrajina · Olena Kostevyčová · Oleh Omelčuk                 |
| 10 m vzduchová puška   | Čína · Jang Čchien · Jang Chao-žan               | Spojené státy americké · Mary Tuckerová · Lucas Kozeniesky | Sportovci ROV · Julia Karimovová · Sergej Kamenskij         |
| Trap mix               | Španělsko · Alberto Fernández · Fátima Gálvezová | San Marino · Gian Marco Berti · Alessandra Perilliová      | Spojené státy americké · Brian Burrows · Madelynn Bernauová |

## Přehled medailí
| Pořadí | Země                   | Zlato | Stříbro | Bronz | Celkově |
| ------ | ---------------------- | ----- | ------- | ----- | ------- |
| 1      | Čína                   | 4     | 1       | 6     | 11      |
| 2      | Spojené státy americké | 3     | 2       | 1     | 6       |
| 3      | Sportovci ROV          | 2     | 4       | 2     | 8       |
| 4      | Česko                  | 1     | 1       | 0     | 2       |
| 5      | Švýcarsko              | 1     | 0       | 1     | 2       |
| 6      | Francie                | 1     | 0       | 0     | 1       |
| 6      | Írán                   | 1     | 0       | 0     | 1       |
| 6      | Slovensko              | 1     | 0       | 0     | 1       |
| 6      | Španělsko              | 1     | 0       | 0     | 1       |
| 10     | San Marino             | 0     | 1       | 1     | 2       |
| 10     | Srbsko                 | 0     | 1       | 1     | 2       |
| 12     | Bulharsko              | 0     | 1       | 0     | 1       |
| 12     | Kuba                   | 0     | 1       | 0     | 1       |
| 12     | Dánsko                 | 0     | 1       | 0     | 1       |
| 12     | Itálie                 | 0     | 1       | 0     | 1       |
| 12     | Jižní Korea            | 0     | 1       | 0     | 1       |
| 17     | Velká Británie         | 0     | 0       | 1     | 1       |
| 17     | Kuvajt                 | 0     | 0       | 1     | 1       |
| 17     | Ukrajina               | 0     | 0       | 1     | 1       |
| celkem | celkem                 | 15    | 15      | 15    | 45      |